# Georges Yver
 (août 2022).
- Si vous ne connaissez pas le sujet, laissez ce bandeau (vous pouvez alors contacter les auteurs).
- Si vous supprimez le contenu mis en cause (vous pouvez préalablement contacter les auteurs),

argumentez précisément cette suppression dans la page de discussion
(un manque de référence n'est pas un argument ; une recherche réelle de référence doit avoir été effectuée, être formellement documentée).
Pour les articles homonymes, voir Yver.

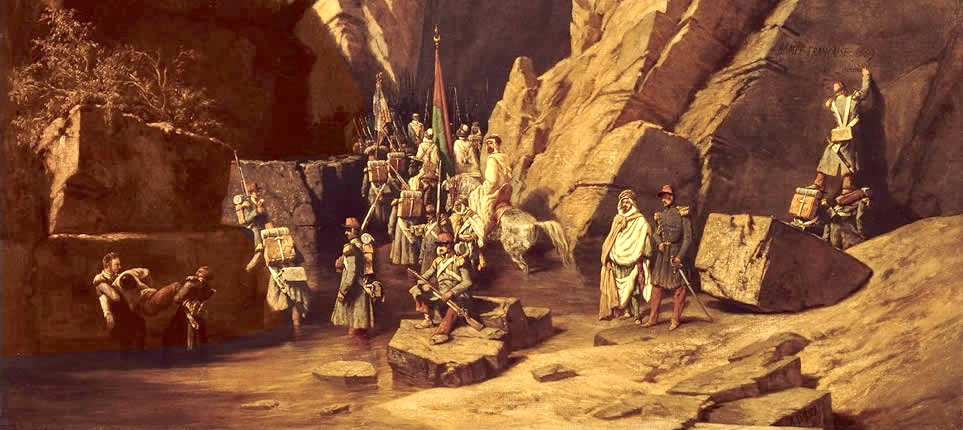
Le passage des Portes de Fer en 1839 (détail)

Georges Yver, né le 22 septembre 1870 à Caen et mort le 26 juin 1961 dans la même ville est un historien français. Ancien élève de l'École française de Rome, il se consacre d'abord à l'histoire économique de l'Italie médiévale et publie sa thèse en 1903.
À la suite de son installation à Alger, en 1903, il se tourne vers l'étude de la conquête coloniale de l'Algérie et l'histoire de l'Afrique du Nord française. Il fait partie des universitaires auxquels la faculté des lettres d'Alger doit son rayonnement,.

## Biographie

### Origines
Georges Octave Théodore Yver est né le 22 septembre 1870 à Caen, dans le Calvados,. Fils aîné de Louis Georges Yver et de Louise Le Corsu, il passe son enfance à Caen, au no 30 de la rue des Carmes,. Son oncle maternel, Octave Victor Le Corsu, était éditeur maritime.

### Études

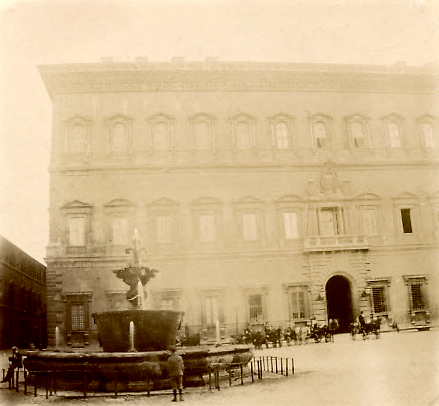
Rome, palais Farnèse, vers 1900.

Le jeune Georges Yver est admis à l'École normale supérieure en 1890. Mais il effectue d'abord son service militaire. Engagé pour trois ans le 16 octobre 1890, il passe une année, jusqu'au 23 septembre 1891, au 5e régiment d'infanterie alors en garnison à Caen.
Le 28 juillet 1892, il obtient sa licence ès lettres et deux ans plus tard, il est reçu à l'agrégation d'histoire (1894). Il est ensuite pensionnaire de l'École française de Rome de 1894 à 1896 ; celle-ci occupait le deuxième étage du palais Farnèse.
Le 25 février 1903, il soutient ses deux thèses en Sorbonne : thèse latine : De Guadagniis (les Gadagne), mercatoribus Florentinis Lugduni, XVIe. P. CHRN. sæculo, commorantibus, ; thèse française : Le commerce et les marchands dans l'Italie méridionale aux treizième et quatorzième siècles.

### Une carrière de professeur
De retour en France, il est nommé professeur dans différents lycées : à Tours d'octobre 1896 à mai 1897 ; puis à Bourges de mai 1897 à septembre 1898. À cette date, il est envoyé au lycée Carnot de Tunis et y reste cinq ans.
Georges Yver est arrivé à Alger au début de l'automne 1903. Il se marie le 24 octobre 1907, au Mans, avec Alice Berthe Lucie Guillet.
Pendant la Première Guerre mondiale, il appartient au 3e bataillon territorial de Zouaves et est affecté au dépôt des prisonniers de guerre à Tizi-Ouzou, de mai 1916 à octobre 1917.

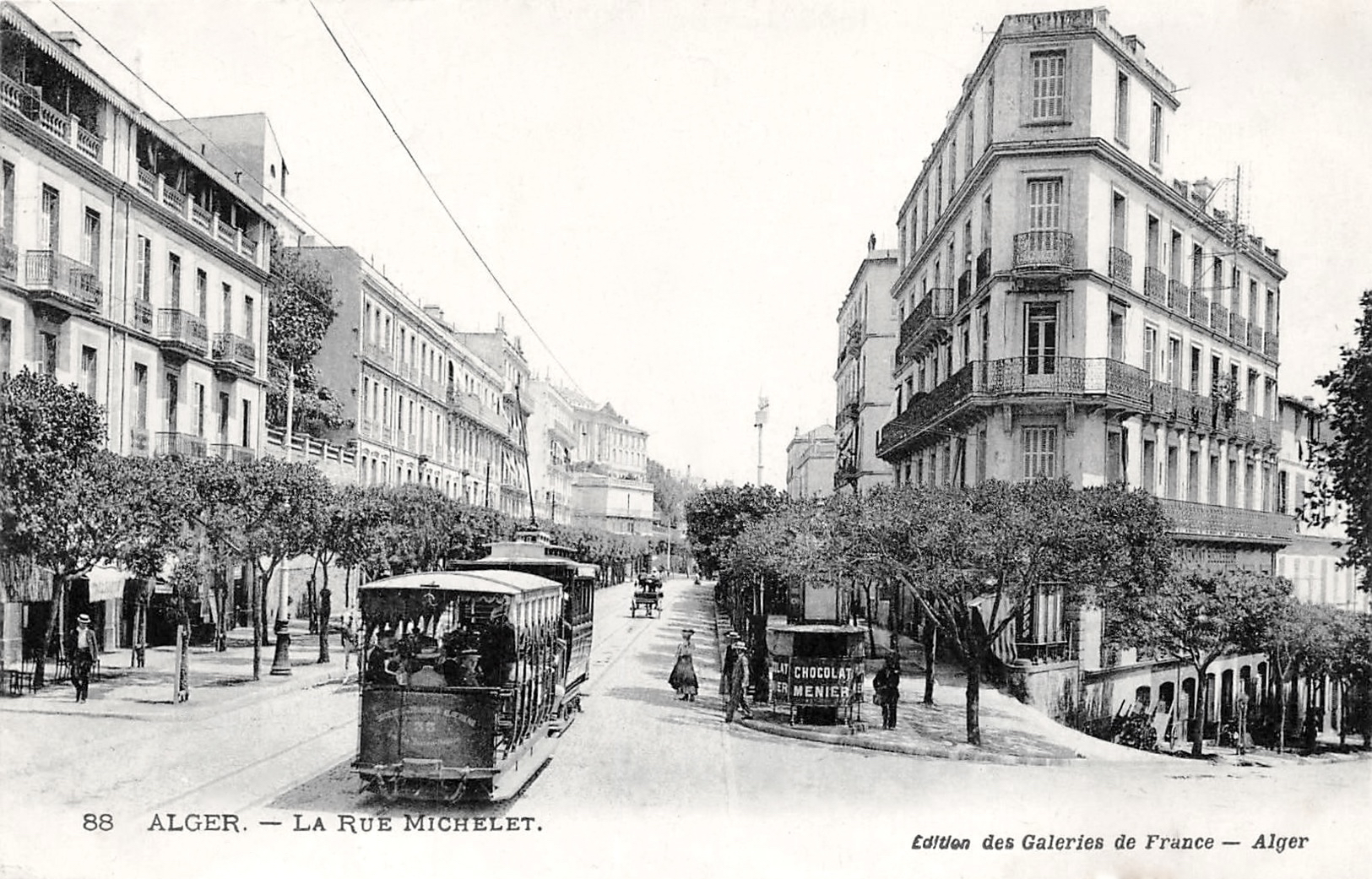
Alger, rue Michelet.

Après avoir été chargé de cours à l'École supérieure des lettres d'Alger (1903-1904), il occupe la chaire d'histoire moderne de l'Afrique dans cette même faculté, de 1904 à la fin des années 1930. Il habite d'abord au no 21 de la rue Clauzel (1903-1909) puis au no 8 de la rue Monge (1909-1914), et enfin à partir de 1914 au no 23 de la rue Michelet,, proche de la faculté où il enseigne. Il quitte cette ville au moment de la Seconde Guerre mondiale, pour s'installer à Nice puis à Paris.
Georges Yver était membre de la Société historique algérienne, il en a même été un moment secrétaire général ; et membre de la Société de géographie d'Alger et d'Afrique du Nord.

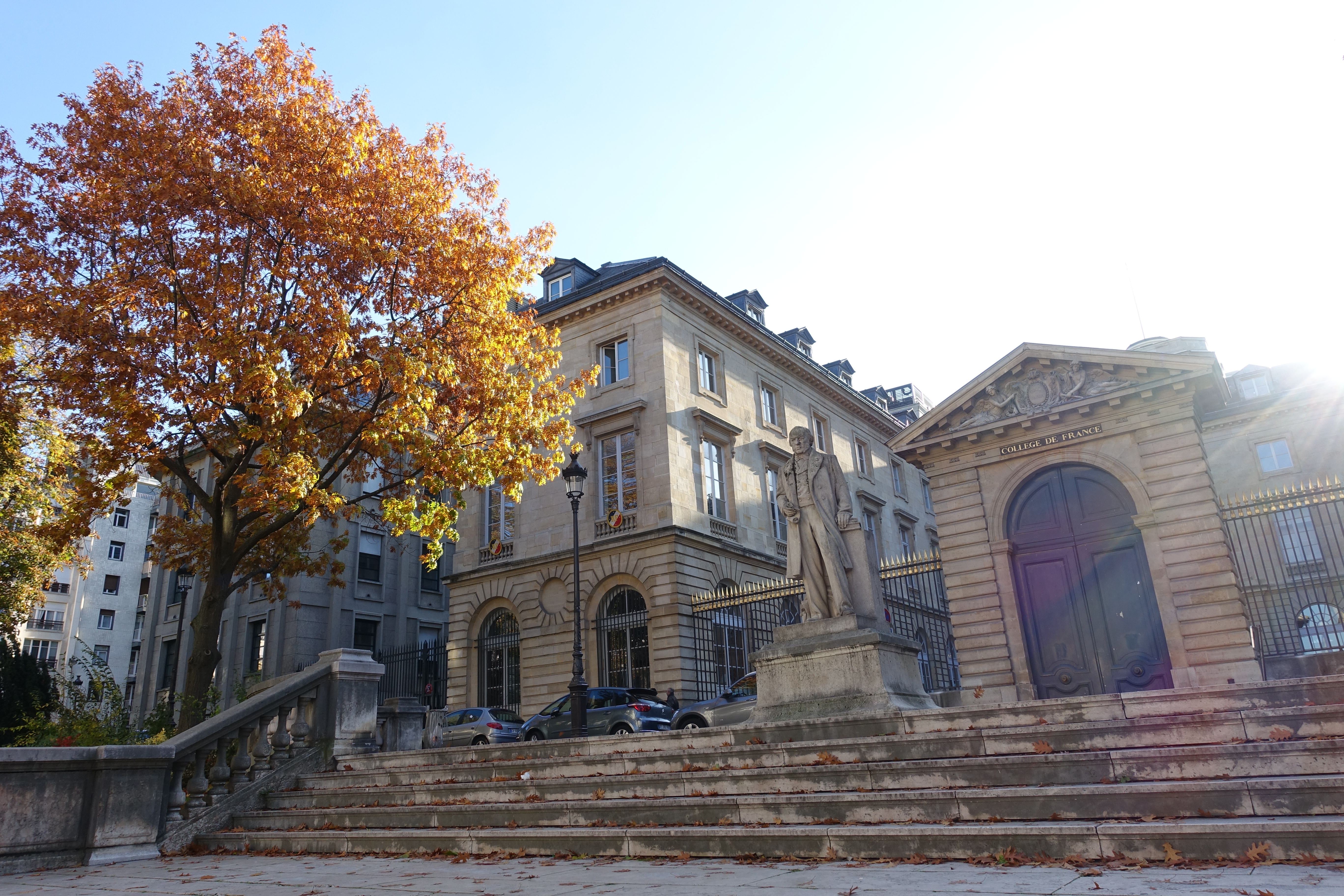
Collège de France.

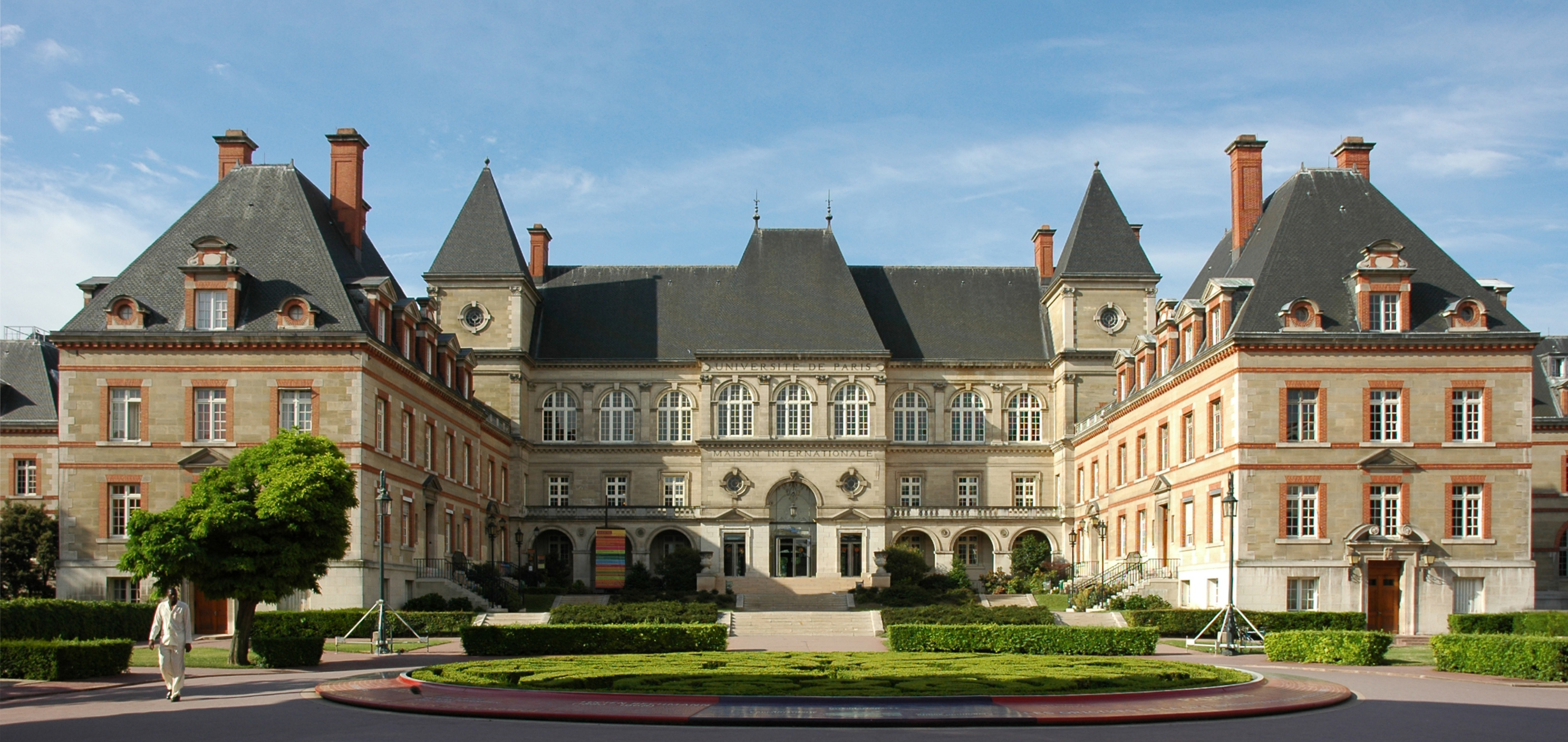
Cité universitaire.

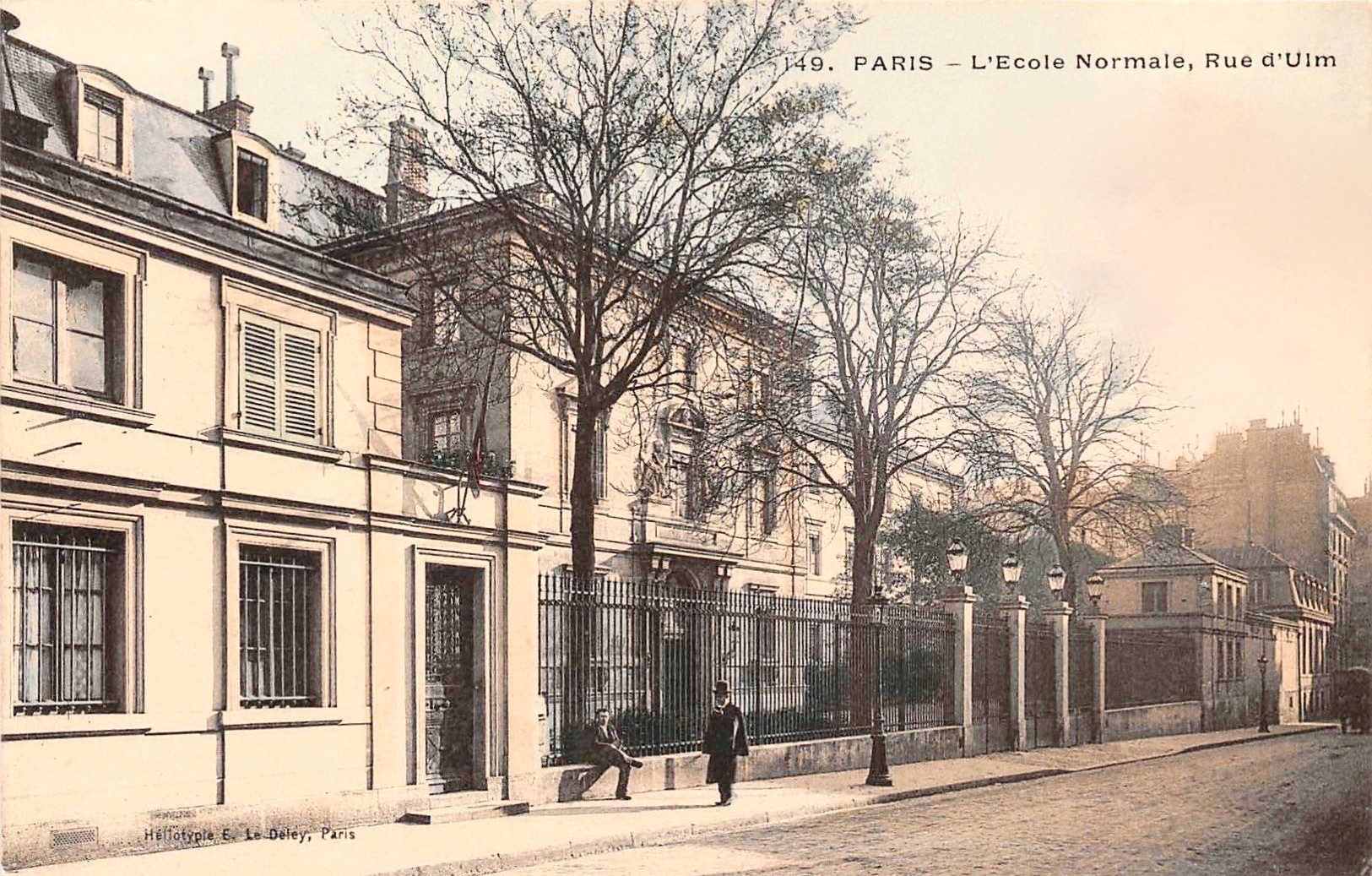
École normale, rue d'Ulm, vers 1900.

Il est mort le 26 juin 1961, à Caen.

## Apport à l'histoire: commerces et marchands de l'Italie méridionale
Avec sa thèse sur Le commerce et les marchands dans l'Italie méridionale au XIIIe et au XIVe siècle, Georges Yver est devenu, selon Fernand Braudel, le «premier des historiens économistes de son temps».
Ce ne n'est pas le jugement de certains de ses pairs à l'époque, rapporte Maurice Prou, professeur à l'École des chartes : «La tentative faite par M. Georges Yver de tracer le tableau de la vie économique dans l'Italie méridionale aux XIIIe et XIVe siècles, a paru à quelques-uns prématurée. Un savant professeur en Sorbonne a même prétendu, si nous avons bien compris sa pensée, qu'une pareille entreprise était condamnée à l'avortement, car l'établissement d'une série de statistiques serait nécessaire pour faire l'histoire économique».

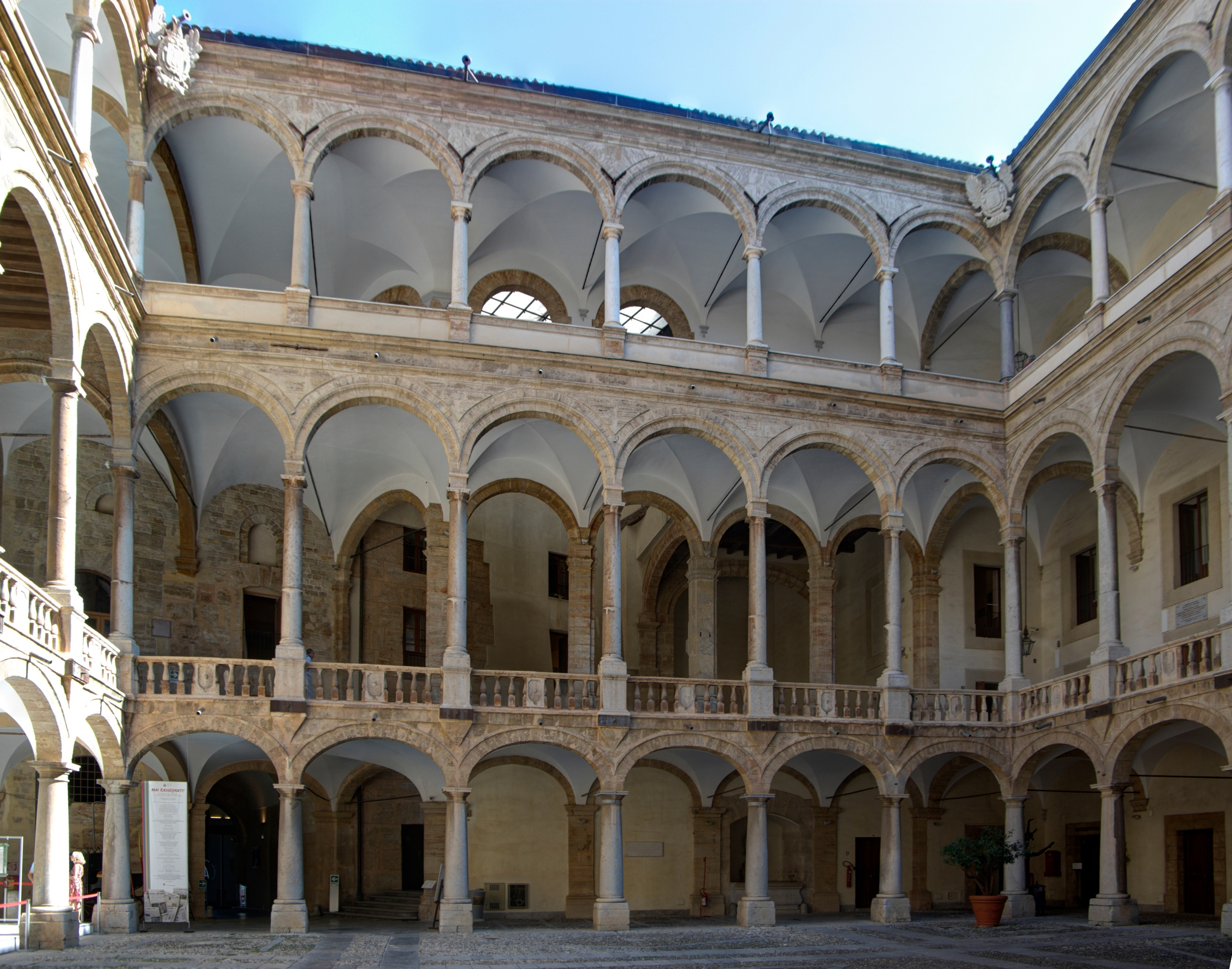
Palerme, palais des rois de Sicile.

## Apport à l'histoire: l'Afrique du Nord

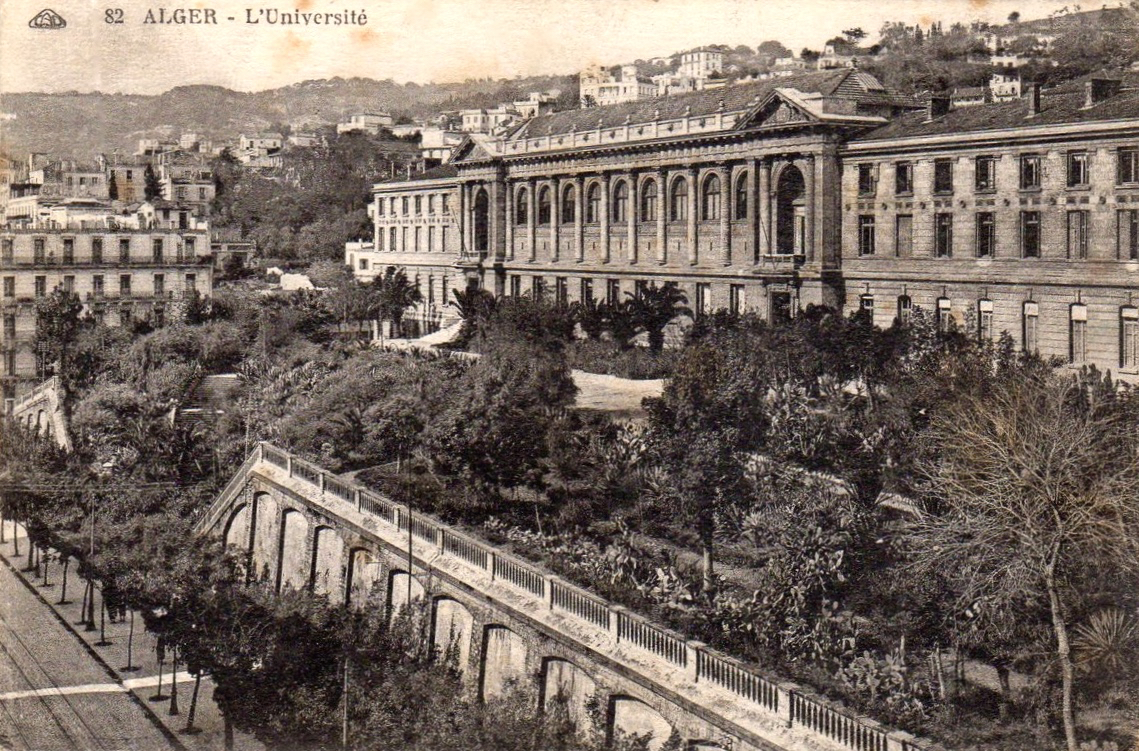
Université d'Alger, années 1920.

À la suite de ses nominations au lycée Carnot de Tunis en 1898, puis à Alger en 1903, Georges Yver a modifié le cours de ses recherches.
Son arrivée en Afrique du Nord «l'avait amené dans un pays qu'il allait passionnément aimer, mais elle l'avait aussi détourné de sa vraie vocation et jeté en pleine histoire corrosive, celle de la conquête de l'Algérie par les Français, où tout était à élaborer et d'abord la trame des événements, le rôle des individus, la place des institutions».
Georges Yver y contribue par la publication de nombreux articles, par des livres de synthèse (en 1927 et en 1937), mais surtout par l'édition scientifique de correspondances de grandes figures militaires : le capitaine Daumas, le général Damrémont et le maréchal Valée.

### Histoire de la conquête et histoire de la société musulmane

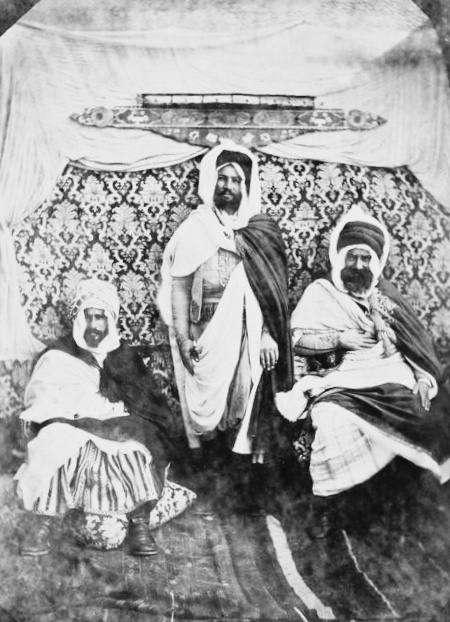
Notables musulmans, Guelma, 1856-1857.

Selon l'historien Alain Messaoudi, la désignation de Georges Yver à la chaire d'histoire moderne de l'Afrique, vacante depuis la mort d'Édouard Cat en 1903, a donné lieu à une controverse.

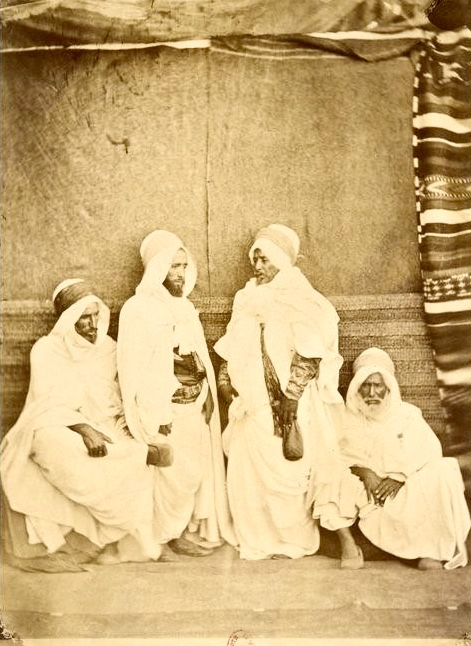
Notables musulmans, Oran, 1856-1857.

### Correspondances de chefs militaires
Le 4 décembre 1910, le gouverneur général de l'Algérie institue une commission pour assurer la publication d'une collection de documents inédits sur l'histoire du pays conquis depuis 1830. La commission décide qu'il y aurait deux sortes de publications ; la correspondance générale des commandants en chef de l'armée d'Afrique et des gouverneurs généraux : des documents se rapportant à des sujets divers comme les négociations ou les épisodes de la conquête.

#### Correspondance du maréchal Valée, 1837-1840

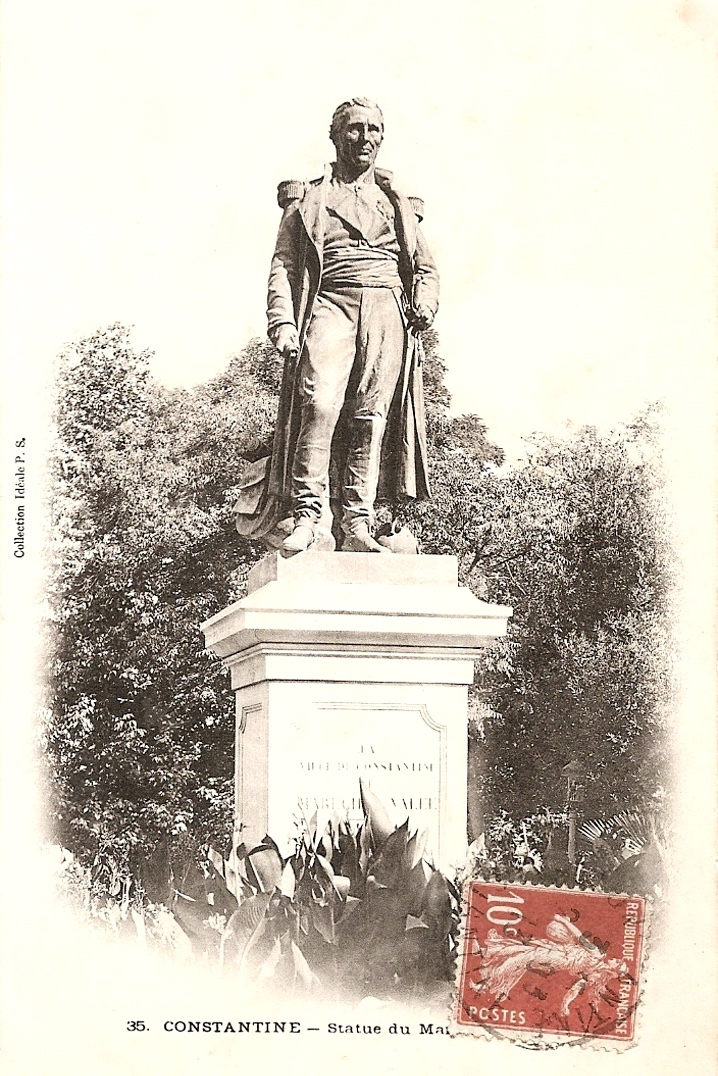
Statue du maréchal Valée, Constantine.

Cette édition compte cinq volumes : d'octobre 1837 à mai 1838, de juin à décembre 1838, 1839, de janvier à août 1840, de septembre 1840 à mars 1841. Le maréchal Valée a été gouverneur général de l'Algérie d'octobre 1837 à décembre 1840. Le travail de Georges Yver conduit à revaloriser la politique et les idées de Valée contre celles de Bugeaud.
Dans la Revue historique, Henri Brunschwig rend compte de ces ouvrages qui fournissent une masse d'informations sur la conquête de l'Algérie à la fin des années 1830.
Georges Yver a consacré plusieurs années à la correspondance de Valée. Les derniers ouvrages paraissent de 1954 à 1957.

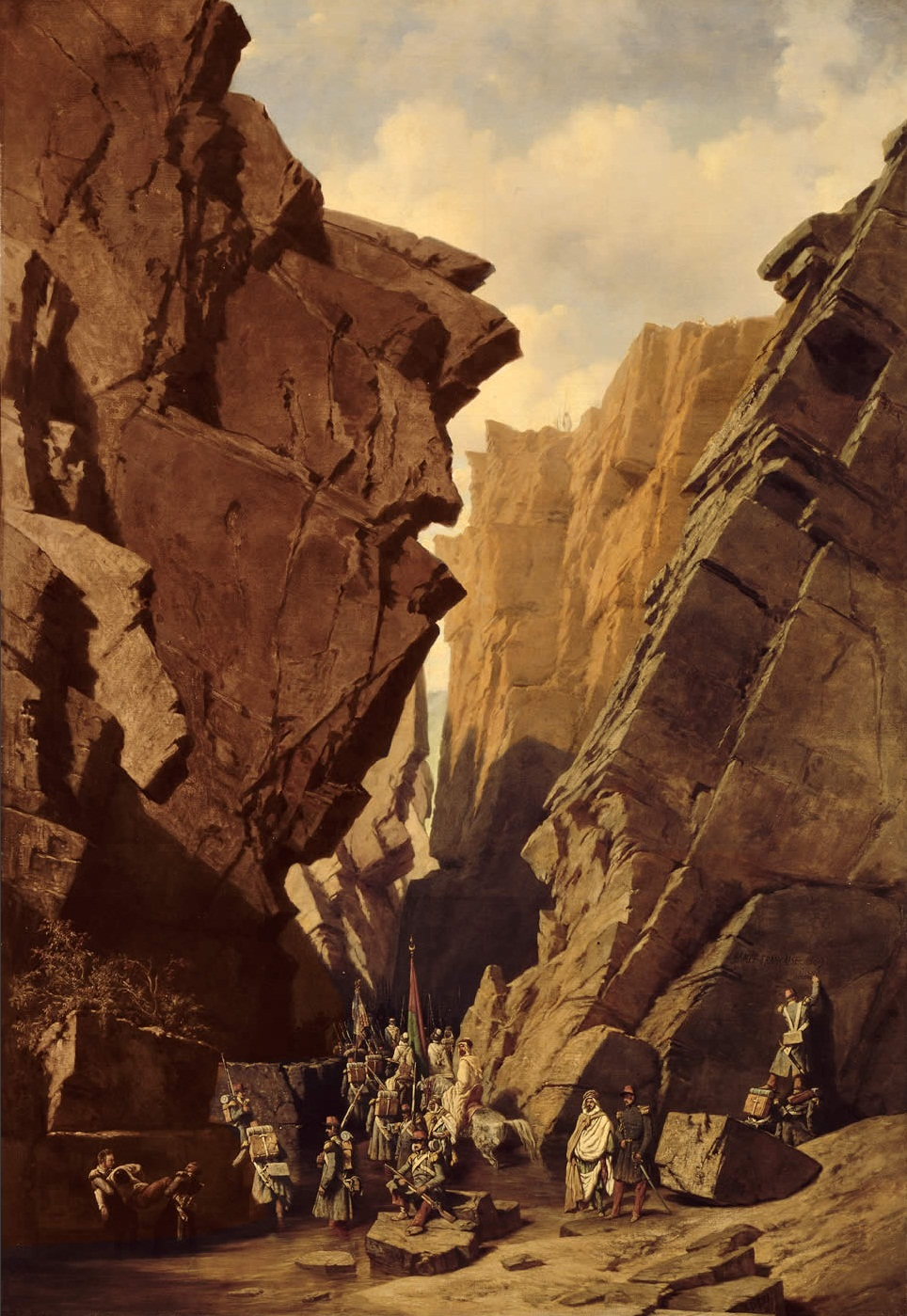
Passage des Portes de Fer, octobre 1839.

## Publications

### Ouvrages

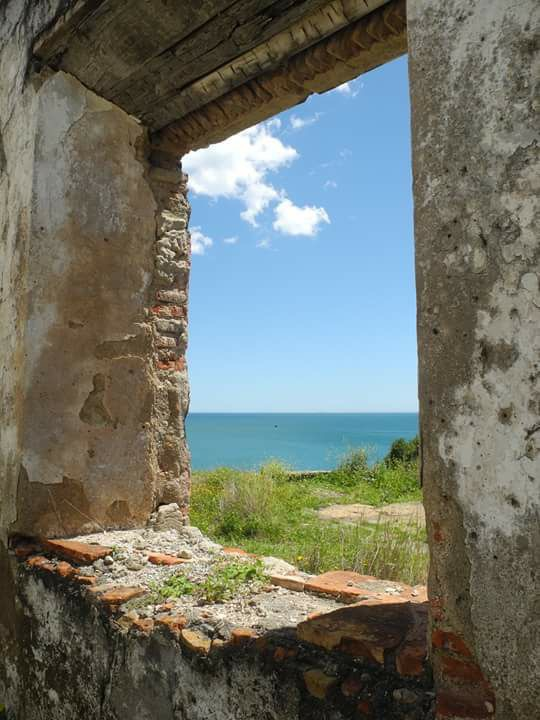
Méditerranée, Afrique du Nord.

- Esquisse d'une histoire du bassin de la Méditerranée, conférences faites à l'Hôtel des Sociétés françaises à Tunis, Impr. française, Sousse, 1900[e].
- Le commerce et les marchands dans l'Italie méridionale au XIIIe et au XIVe siècle, Bibliothèque des Écoles françaises d'Athènes et de Rome, Fontemoing, Paris, 1903.
- La Commission d'Afrique (7 juillet-13 décembre 1833), éd. Fontana, Alger, 1905.
- Documents relatifs au traité de la Tafna, 1837, éd. J. Carbonel, Alger, 1924.
- Histoire d'Algérie, avec Stéphane Gsell et Georges Marçais, éd. Boivin, Paris, 1927 et 1929.
- Eugène Albertini, Georges Marçais et Georges Yver, L'Afrique du Nord française dans l'histoire, Paris, Archat, 1937.

### Éditeur scientifique
- Correspondance du capitaine Daumas, consul à Mascara (1837-1839), Impr. de A. Jourdan, Alger, 1912. en ligne
- Correspondance du général Damrémont, gouverneur général des possessions françaises dans le nord de l'Afrique (1837), H. Champion, Paris, 1928.
- Correspondance du maréchal Valée, gouverneur général des possessions françaises dans le Nord de l'Afrique, 5 vol., éd. Larose, Paris, 1949-1957.

### Articles

#### Annales de géographie
- «L'émigration italienne», Annales de Géographie, t. 6, no 26, 1897, p. 123-132.

#### Société de géographie d'Alger

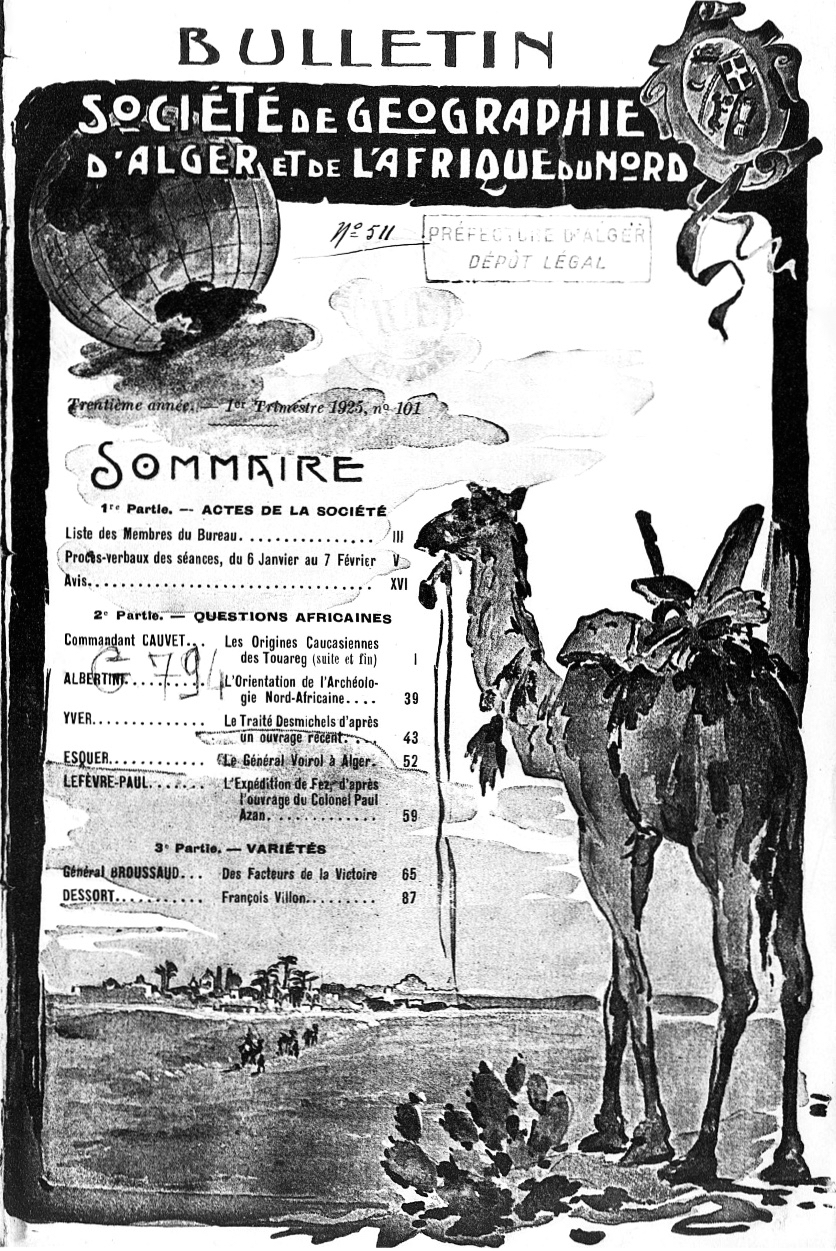
Société de géographie d'Alger, 1925.

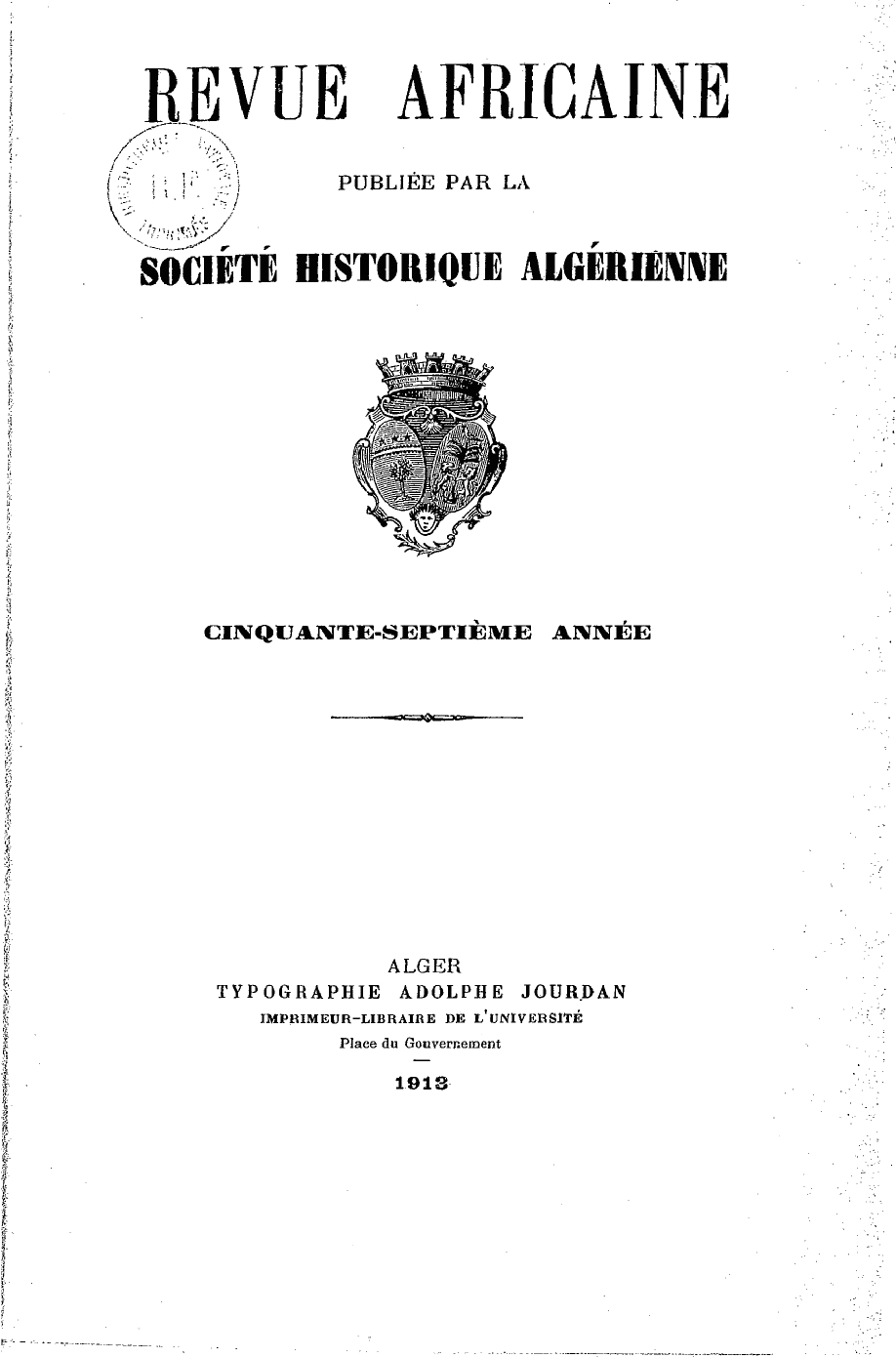
Revue africaine, 1913.

- «Paysages et gens du Nord. Les îles Lofoten», Bulletin de la Société de géographie d'Alger et de l'Afrique du Nord, 1905, p. 152-165.
- «En Bosnie», Bulletin de la Société de géographie d'Alger et de l'Afrique du Nord, 1909, p. 66-78.
- «La mort du commandant Ménonville», Bulletin de la Société de géographie d'Alger et de l'Afrique du Nord, 1907, p. 32-36.
- «Note sur un projet de colonisation suisse en Algérie, 1832», Bulletin de la Société de géographie d'Alger et de l'Afrique du Nord, 1910, p. 76-83.
- «Le traité Desmichels, d'après un ouvrage récent», Bulletin de la Société de géographie d'Alger et de l'Afrique du Nord, 1925, p. 43-51.

#### Revue africaine
- «Si Hamdan ben Othman Khodja», Revue africaine : journal des travaux de la Société historique algérienne, 1913, p. 96-138.
- «Lettres de Ben Allal au maréchal Valé», Revue africaine : journal des travaux de la Société historique algérienne, 1914, p. 6-8.
- «Enfantin et l'émigration étrangère en Algérie», Revue africaine : journal des travaux de la Société historique algérienne, 1918, p. 249-265.
- «Abd el-Kader et le Maroc, en 1838», Revue africaine : journal des travaux de la Société historique algérienne, no 298, 1919, p. 93-111.
- «Les Irlandais en Algérie», Revue africaine : journal des travaux de la Société historique algérienne, 1919, p. 170-223.
- «Les maronites et l'Algérie», Revue africaine : journal des travaux de la Société historique algérienne, 1920, p. 165-211.
- «Les préliminaires de la négociation de la Tafna», Revue africaine : journal des travaux de la Société historique algérienne, 1923, p. 529-543.

#### Questions nord-africaines
- «L'Algérie de 1830 à nos jours», Questions nord-africaines : revue des problèmes sociaux de l'Algérie, de la Tunisie et du Maroc, 25 juin 1935, p. 3-29.

#### Annales E. S. C.
- «L'Algérie à l'époque d'Abd-el-Kader», Annales. Économies, sociétés, civilisations, 7e année, no 4, 1952, p. 562-564.
- «Méthodes et institutions de colonisation : les bureaux arabes», Annales. Économies, sociétés, civilisations, 10e année, no 4, 1955. p. 569-574.
- «Xavier Yacono. "Les débuts de la Franc-Maçonnerie à Alger (1830-1852)"», extrait de la Revue africaine, t. CIII, année 1959, Annales. Économies, sociétés, civilisations, 16e année, no 2, 1961. p. 396.

#### Encyclopédie de l'Islam
- articles «Alger» et «Algérie».